# Zoila Quiñones
Zoila Quiñones (Ciudad de México; 16 de abril de 1940-Ciudad de México, 24 de marzo de 2024) fue una actriz y comediante mexicana. 

## Biografía
Se le recuerda por su personaje de Adalina en la comedia Mi secretaria que estuvo al aire entre 1978 y 1986. Zoila dio vida a una secretaria golosa y vivaz que mantenía una gran amistad con Lupita, la protagonista (interpretada por Lupita Lara).
Así mismo ha actuado en varias telenovelas desde la década de los 60, en títulos como Lágrimas amargas, Ana del aire, Mañana será otro día, Más allá del puente, Soñadoras, Amigas y rivales, La otra y En nombre del amor, entre otras.
También destacó en el doblaje, donde prestó su voz a películas como La gran aventura de Tarzán, Nunca fui santa, Quo Vadis, y la versión de 1949 de Mujercitas. Fue la voz de Marcia Brady en la serie La tribu de los Brady, la voz de la Señorita Cometa (en su doblaje original) y la segunda voz de la Agente 99 en la serie El Super agente 86.
Falleció el 24 de marzo de 2024 a los 83 años, sus restos fueron cremados directamente por lo que no recibió un funeral público.

## Filmografía

### Telenovelas y series
- Telecomedia de Manolo Fábregas (1952)
- Janina (1962)
- Apasionada (1964) .... Lourdes
- Tormenta de pasiones (1965)
- Lágrimas amargas (1967)
- Un pobre hombre (1967) .... Luisa
- Águeda (1968) .... Carmen
- El padre Guernica (1968)
- La sonrisa del diablo (1970) .... Patricia
- Las gemelas (1972) .... Maura
- Ana del aire (1974) .... Elena
- Mañana será otro día (1976-1977) .... Helenita
- Mi secretaria (1978-1986) .... Adalina
- Carrusel (1989-1990) Enfermera Hospital
- Más allá del puente (1993-1994) .... Margarita
- Agujetas de color de rosa (1994-1995)... Guía Espiritual
- Alondra (1995)
- Canción de amor (1996) .... Ofelia
- Soñadoras (1998-1999) .... Maite
- Mujeres engañadas (1999-2000) .... Madre de Concepción
- Amigas y rivales (2001) .... Adelaida
- La otra (2002) .... Simona Díaz
- Mujer de madera (2004-2005) .... Adelaida Portillo
- Pablo y Andrea (2005) ... Concha
- Muchachitas como tú (2007) .... Profesora Custodia Zamarripa
- En nombre del amor (2008-2009) .... Meche
- Hasta que el dinero nos separe (2009-2010) .... Mamá de Ramírez
- Dos hogares (2011-2012)

## Doblaje

### Películas
- Historia de dos ciudades (1935) .... Lucie Manette
- La dama de las camelias (1937) .... Amiga de Camille
- El valor de Lassie (1946) .... Kattie (Elizabeth Taylor)
- La dama y el fantasma (1947) .... Anna Muir
- Mujercitas (1949) .... Elizabeth "Beth" March
- Río Rojo (1949) .... Fen
- Quo Vadis (1951) .... Eunice
- El espectáculo más grande del mundo (1952) .... Trapecista
- Nunca fui santa (1955) .... Elma Duckworth (Hope Lange)
- La gran aventura de Tarzán (1959) .... Angie
- Viaje al centro de la tierra (1959) .... Jenny Lindenbrook
- Rey de reyes (1961) .... Salomé (Brigid Bazlen)
- Gerónimo (1962) .... Huera
- Vacaciones (1983) .... Ellen Griswold (Beverly D'Angelo)

### Series de TV
- El Super agente 86 .... Agente 99 (Segunda voz) (Barbara Feldon)
- La tribu de los Brady .... Marcia Brady (Maureen McCormick)
- Señorita Cometa .... Señorita Cometa (Yumiko Kokonoe)
- Tierra de Gigantes .... Betty Hamilton

### Personajes episódicos
- El Gran Chaparral .... Tina Cranger (episodio 37)

### Series animadas
- Pac-Man .... Sue
- El grupo increíble .... Mujer Vampiro